# Großsteingräber bei Burow
Die Großsteingräber bei Burow waren zwei megalithische Grabanlagen der jungsteinzeitlichen Trichterbecherkultur bei Burow, einem Ortsteil von Lübz im Landkreis Ludwigslust-Parchim (Mecklenburg-Vorpommern). Sie wurden im 19. Jahrhundert zerstört. 1804 führte Friedrich Wilhelm Zinck eine Grabung durch.

## Lage
Der Standort der Gräber ist nur sehr ungenau mit „auf dem Felde von Burow“ angegeben. Etwa 3–4 km nördlich befanden sich die ebenfalls im 19. Jahrhundert zerstörten Großsteingräber bei Gischow. Westlich befindet sich das Großsteingrab Siggelkow.

## Beschreibung

### Grab 1
Bei Grab 1 handelte es sich um einen Großdolmen unbekannter Ausrichtung. Es besaß acht Wandsteine und einen einzelnen großen Deckstein mit einer Länge von 11 Fuß (ca. 3,3 m), einer Breite von 10 Fuß (ca. 3 m) und einer Dicke von 3 Fuß (ca. 0,9 m). Der Boden der Grabkammer wies ein Lehmpflaster auf. Darunter befand sich der anstehende sandige Boden. Durch senkrecht gestellte Steinplatten war die Kammer in drei Quartiere eingeteilt. An Grabbeigaben wurden mehrere Keramikscherben und ein Feuerstein-Beil gefunden.

### Grab 2
Grab 2 war ähnlich aufgebaut wie Grab 1. Es besaß ebenfalls einen großen Deckstein. Ein Bodenpflaster oder Quartiereinteilungen wurden nicht festgestellt. An Grabbeigaben wurden sehr viele Keramikscherben und zwei Feuerstein-Beile gefunden.

### Funde unklarer Herkunft
Robert Beltz berichtet, dass die Sammlung des Großherzoglichen Museums, des heutigen Archäologischen Landesmuseums Mecklenburg-Vorpommern in Schwerin, über zwei menschliche Schädel verfügte, die gemäß Beschreibung aus Zincks Grabung in Burow stammen sollen. Aus welchem der Gräber sie stammten, ist allerdings unklar.